# Karimáscsőrű réce

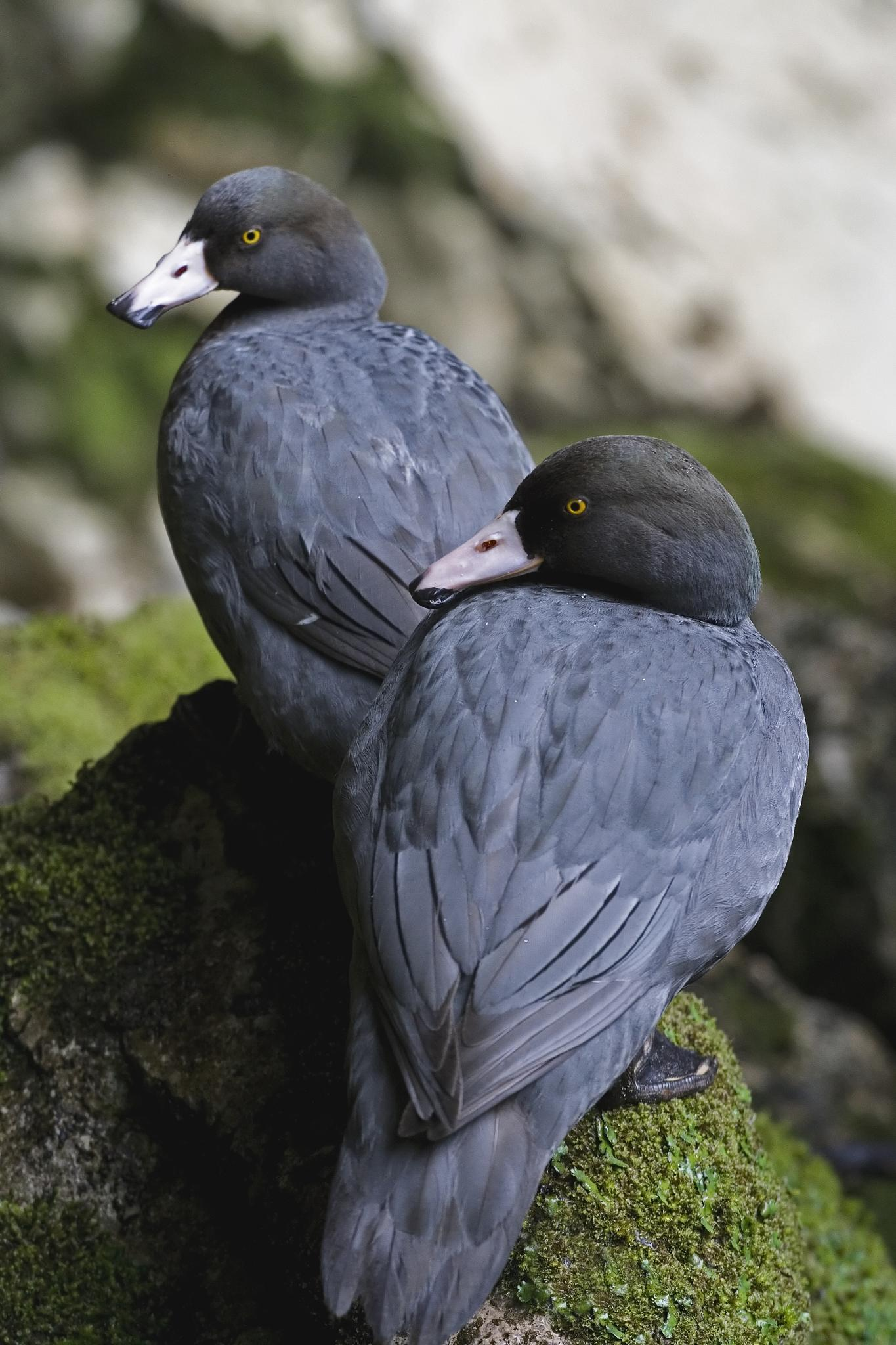

A karimáscsőrű réce (Hymenolaimus melanocorhynchos) a lúdalakúak (Anseriformes) rendjébe, ezen belül a récefélék (Anatidae) családjába tartozó Hymenolaimus nem egyetlen faja.

## Előfordulása
Új-Zéland bennszülött madara, ma már csak néhány költőhelyen él.
Állományai a védelmi intézkedések ellenére is fogyatkoznak.

## Alfajai
- Hymenolaimus malacorhynchus malacorhynchus – Déli Sziget
- Hymenolaimus malacorhynchus hymenolaimus – Északi Sziget

## Megjelenése
Teljes hossza 54 centiméter. 
Mindkét nem tollazata majdnem egységesen világos palaszürke, a fej valamivel sötétebb, mint a törzs, a mellet vöröses foltok borítják. Igen feltűnő nagy világos csőre, melynek csúcsáról keskeny, fekete színű bőrlebeny lóg.

## Életmódja
Hegyi patakok erős és sebes sodrású, sziklás-kavicsos szakaszainak erősen specializálódott lakója.
Rendszerint magányosan vagy családi közösségekben látható. 
Az életük végéig összetartó párok erősen territoriálisak, az általuk lakott folyószakaszról minden fajtársukat elüldözik. 
Általában nyugodtan ülnek a köveken, ezért nehéz felfedezni őket. 
Úszva vagy sziklákon ugrálva meredek folyószakaszokon vagy zuhatagokon is átkelnek.
Táplálékuk apró víziállatokból, főleg tegzes- és szúnyoglárvákból áll, átkutatják utánuk a kövek felszínét vagy csőrükkel átszűrik a vizet. Ez a specializált életmód a faj veszélyeztetettségének fő oka.

## Szaporodása
A költési időszak augusztustól októberig tart. 
A fészkek a parti bozótos üregeiben, bokrok vagy kidőlt fatörzsek alatt és kis sziklahasadékokban rejtőznek.
Csak a tojó kotlik, a hím a fészek közelében őrködik és mindig csatlakozik a fészket elhagyó tojóhoz. 
A fiókákat a szülők közösen gondozzák.

## Képek

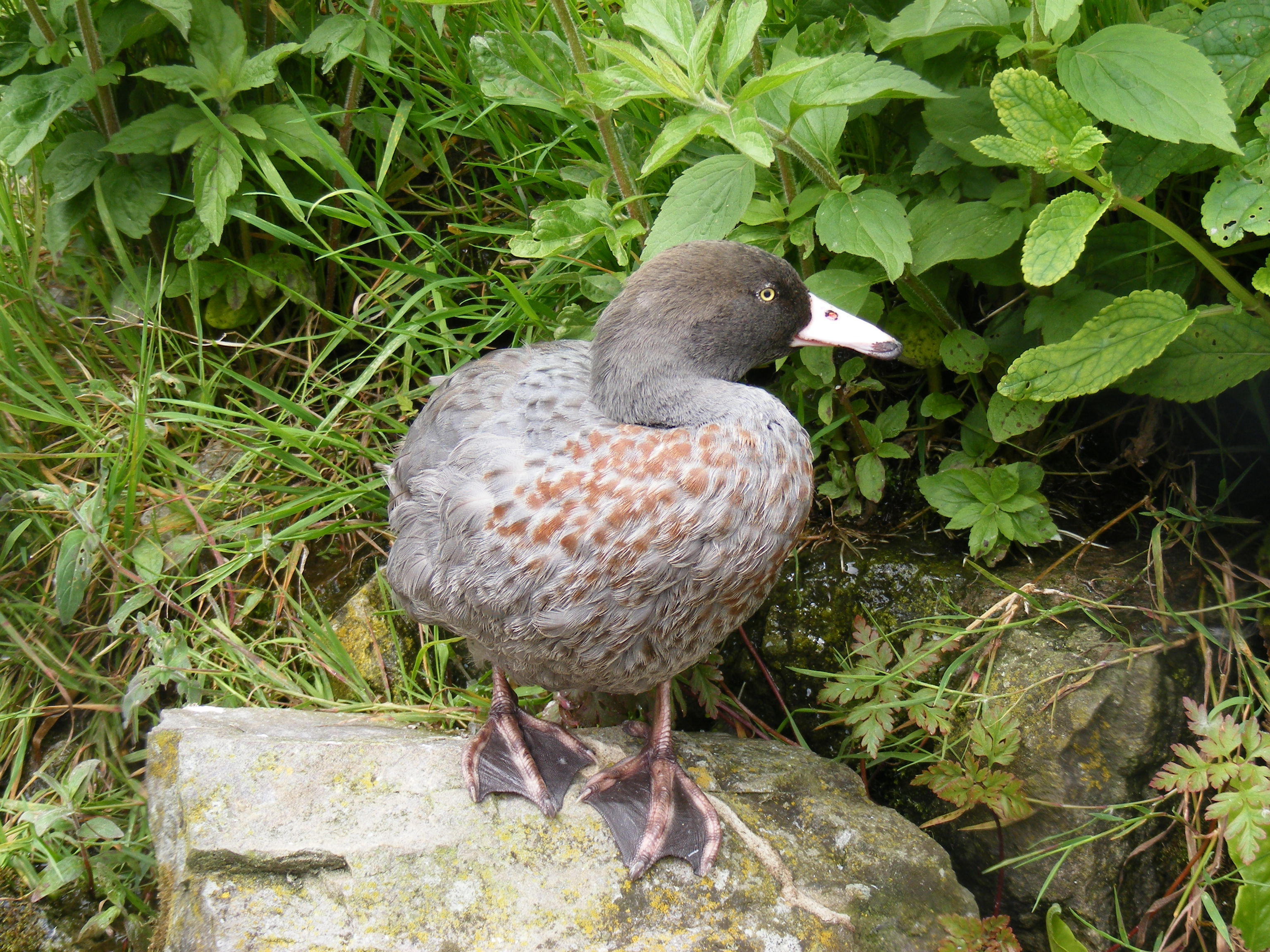
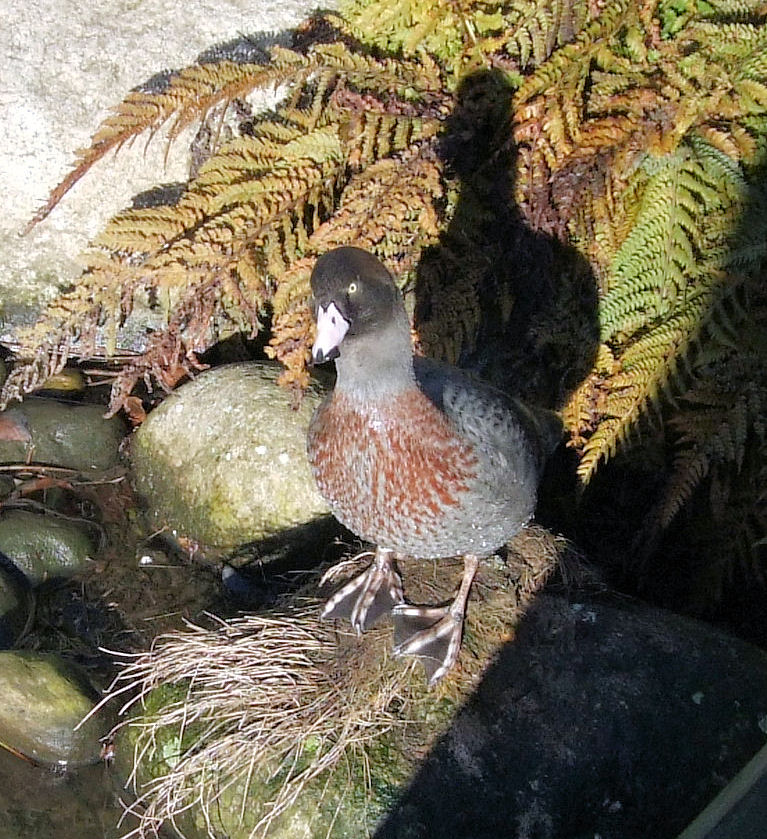
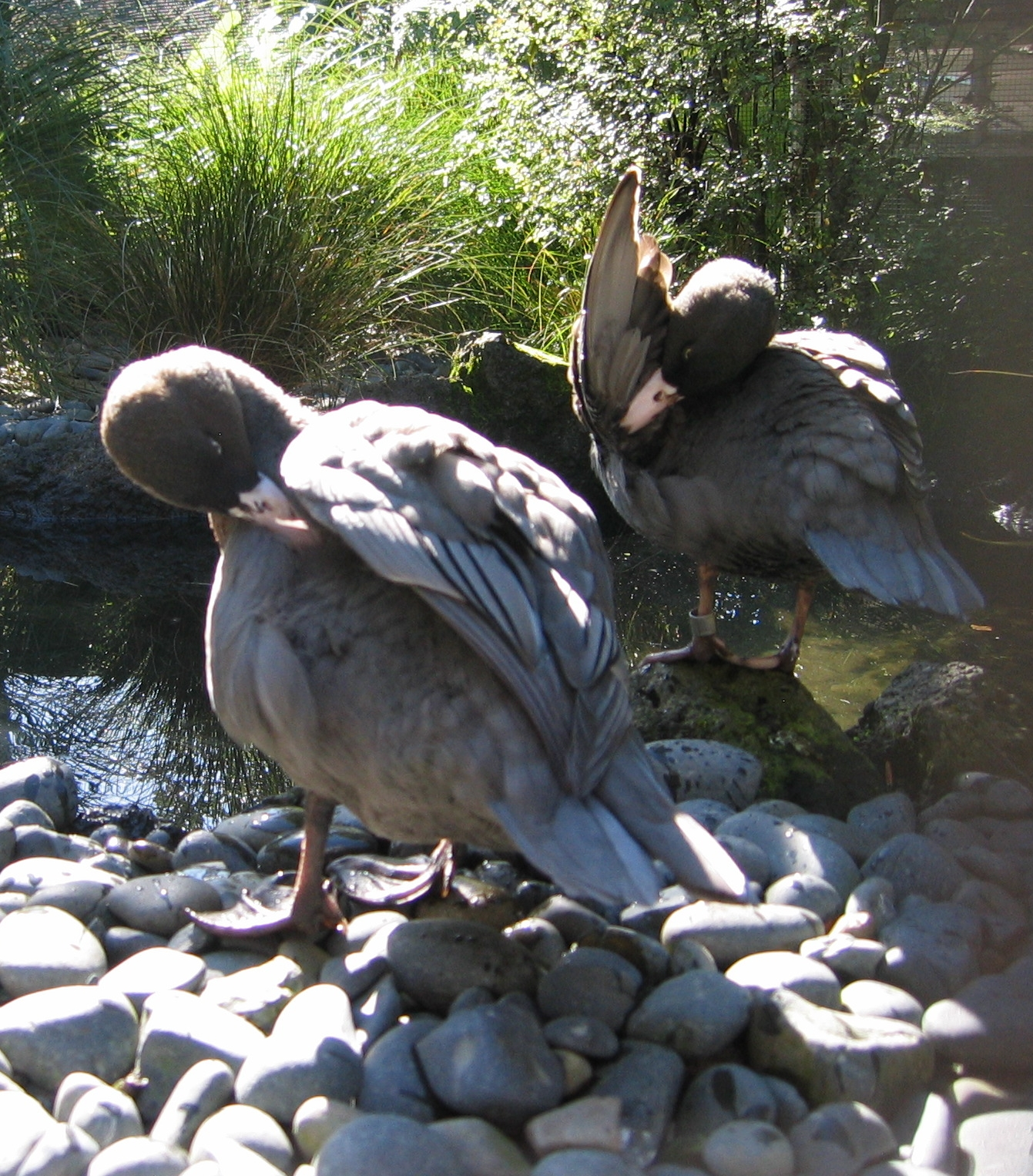